# Frank Hayes (jockey)
Frank Hayes, född 1901, död 4 juni 1923 i Elmont i New York, var en amerikansk galoppjockey.

## Karriär
Vid 22 års ålder hade Hayes aldrig segrat i ett löp, då han egentligen inte var en jockey till yrket, utan galopptränare och hästskötare. Den 4 juni 1923 red han hästen Sweet Kiss, som stod i 20 gånger pengarna, på Belmont Park. Under löpet fick Hayes en hjärtinfarkt, och avled direkt under löpet. Han satt dock kvar i sadeln under löpet, och Sweet Kiss var först i mål med ett huvud. Då Hayes fortfarande var i sadeln då de korsade mållinjen, blev han den första, och hittills enda kända jockeyn som segrat i ett lopp efter döden.